# Maxthon International
Maxthon International je společnost sídlící v Číně s pobočkou v USA, která se specializuje na vývoj softwaru pro jednodušší prohlížení internetových stránek využívající nové technologie. Její prohlížeč Maxthon (dříve MyIE) je jejím dlouholetým projektem.
Historie Maxthonu
- 2012 - Vydán Maxthon pro Mac OS X
- 2012 - Vydán Maxthon pro iOS
- 2010 - Vydán Maxthon pro Android
- 2010 - Vydán Maxthon 3
- 2010 - Maxthon dosáhl 500.000.000 stažení
- 2010 - Maxthon vybrán k podílení se na evropské lokalizaci nástroje Ballot screen
- 2009 - Maxthon vyhrál podruhé ocenění WebWare 100
- 2009 - Maxthon inicioval nová partnerství s poskytovateli vyhledávání Bing a Yandex
- 2008 - Maxthon vyhrál poprvé ocenění WebWare 100
- 2007 - Vydán Maxthon 2
- 2006 - Microsoft a Maxthon se stali partnery pro rok 2006 na Consumer Electronics Show
- 2005 - Uživatelé Maxthonu rozvinuli globální, rostoucí komunitu
- 2004 - MyIE2 je přejmenován na Maxthon
- 2003 - Vydán MyIE2